# Estil (botànica)
L'estil és la part allargada del pistil que uneix l'ovari i l'estigma.

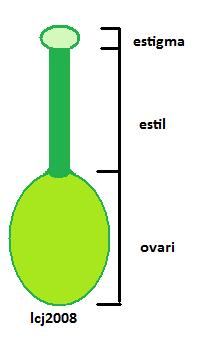
Pistil.

Fecundació en plantes amb flor.

L'ovari conté els òvuls. L'estigma és l'extrem del pistil, i s'encarrega de recollir el pol·len.
La funció de l'estil és doncs de conduir els gàmetes masculins cap als òvuls de la flor, a través del tub pol·línic que surt de l'ovari i s'obre a l'exterior.
La llavor, en les plantes angiospermes i gimnospermes es forma a partir de l'òvul fecundat i el fruit, en les plantes angiospermes, deriva de la paret de l'ovari.
En les umbel·líferes, la base de l'estil està engruixida, és nectarífera i s'anomena estilopodi.